# Leposternon wuchereri
Leposternon wuchereri — вид плазунів з родини амфісбенових (Amphisbaenidae). Ендемік Бразилії.

## Поширення і екологія
Leposternon wuchereri мешкають в штатах Мінас-Жерайс, Еспіріту-Санту і Баїя. Вони живуть у вологих атлантичних лісах.